# シュリカンド

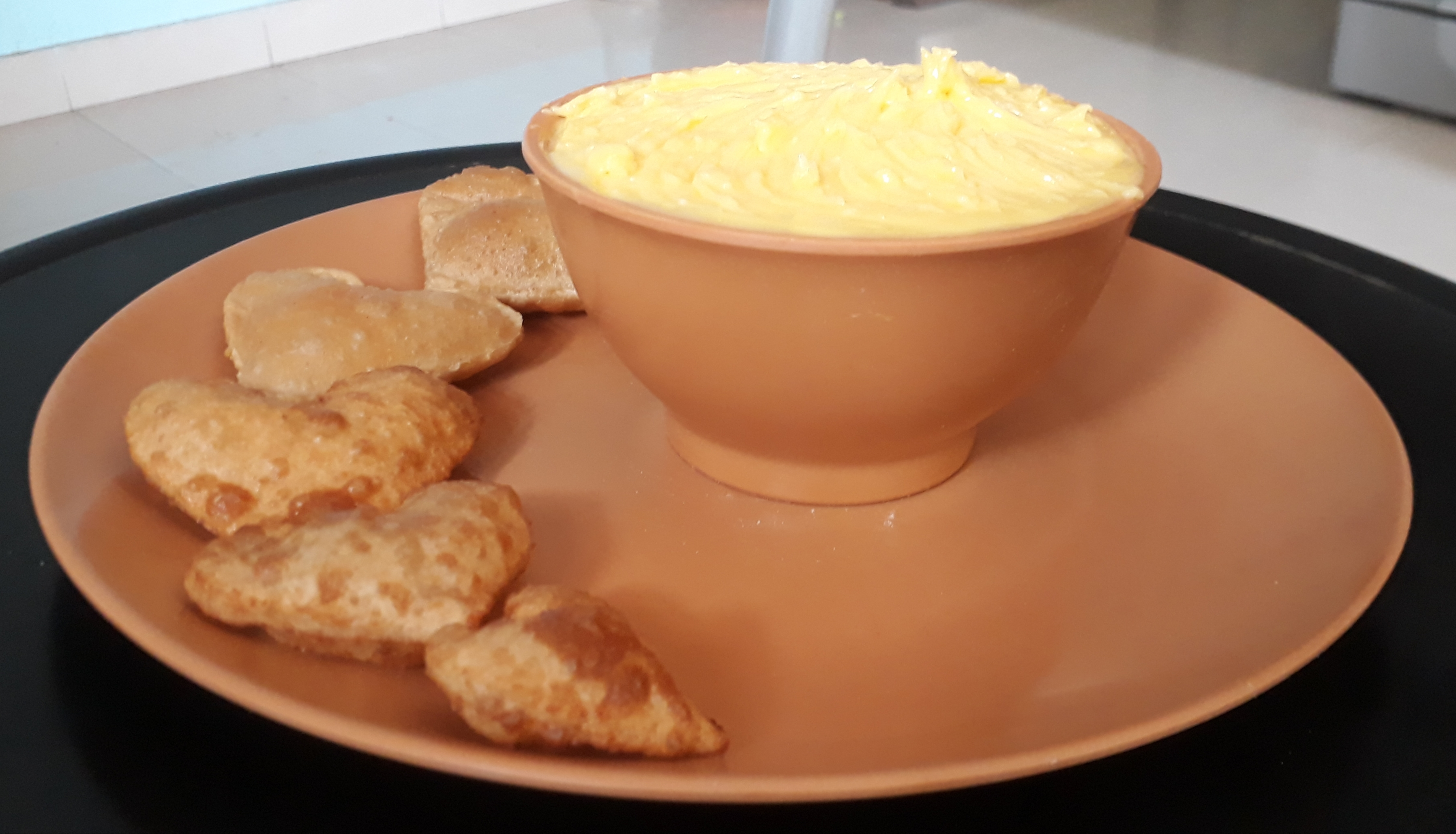
シュリカンドとプーリー

シュリカンド（Shrikhand）は、インドの伝統的なデザートの1つ。インド北西部のグジャラート州の料理である。
水切りしたヨーグルトに砂糖を加えて甘くし、カルダモンやサフランで香り付けしたデザートである。
揚げパンの1種であるプーリーはカレーにつけて食されるが、シュリカンドに付けても食されている。